# Campeonato Pan-Americano de Ginástica Artística - Individual geral masculino
O Campeonato Pan-Americano de Ginástica foi realizado pela primeira vez em 1997. Três medalhas são concedidas nas provas de individual geral: ouro para o primeiro lugar, prata para o segundo lugar e bronze para o terceiro lugar.

## Medalhistas
| Ano  | Local          | Ouro               | Prata                 | Bronze                 | Ref   |
| ---- | -------------- | ------------------ | --------------------- | ---------------------- | ----- |
| 1997 | Medellín       | Erick López        | Francisco Diaz        | Lazaro Lamelas Ramirez |       |
| 2001 | Cancún         | Erick López        | Charles León Tamayo   | Luis Vargas Velásquez  |       |
| 2005 | Rio de Janeiro | Abel Driggs Santos | Luis Vargas Velásquez | Mosiah Rodrigues       |       |
| 2010 | Guadalajara    | Daniel Corral      | Glen Ishino           | Jorge Hugo Giraldo     |       |
| 2014 | Mississauga    | Jossimar Calvo     | Manrique Larduet      | Sean Melton            | [ 2 ] |
| 2018 | Lima           | Manrique Larduet   | René Cournoyer        | Cameron Bock           | [ 3 ] |
| 2021 | Rio de Janeiro | Caio Souza         | Paul Juda             | Diogo Soares           | [ 4 ] |
| 2022 | Rio de Janeiro | Caio Souza         | Yul Moldauer          | Félix Dolci            | [ 5 ] |

## Quadro de medalhas
| Pos.               | País               | Ouro | Prata | Bronze | Total |
| ------------------ | ------------------ | ---- | ----- | ------ | ----- |
| 1                  | Cuba               | 4    | 3     | 1      | 8     |
| 2                  | Brasil             | 2    | 0     | 2      | 4     |
| 3                  | Colômbia           | 1    | 0     | 1      | 2     |
| 4                  | México             | 1    | 0     | 0      | 1     |
| 5                  | Estados Unidos     | 0    | 3     | 2      | 5     |
| 6                  | Canadá             | 0    | 1     | 1      | 2     |
| 6                  | Porto Rico         | 0    | 1     | 1      | 2     |
| Total (7 entradas) | Total (7 entradas) | 8    | 8     | 8      | 24    |